# Église de São Sebastião da Pedreira
 (octobre 2023).
L'église de São Sebastião da Pedreira est une église catholique située Largo de São Sebastião da Pedreira, dans la paroisse d'Avenidas Novas, à Lisbonne.
Construite au XVIe siècle, cette église a été inaugurée en 1652 et a été fondée sous le règne du roi João IV, sur le site de Pedreira, étant l'une des rares survivantes du tremblement de terre de 1755. L'édifice était dédié au martyr chrétien Saint Sébastien, dont la vie est représentée sur le plafond et sur les panneaux d'azulejos qui tapissent les murs.
Cette église a été classée Immeuble d'intérêt public en 1954,.

## Galerie

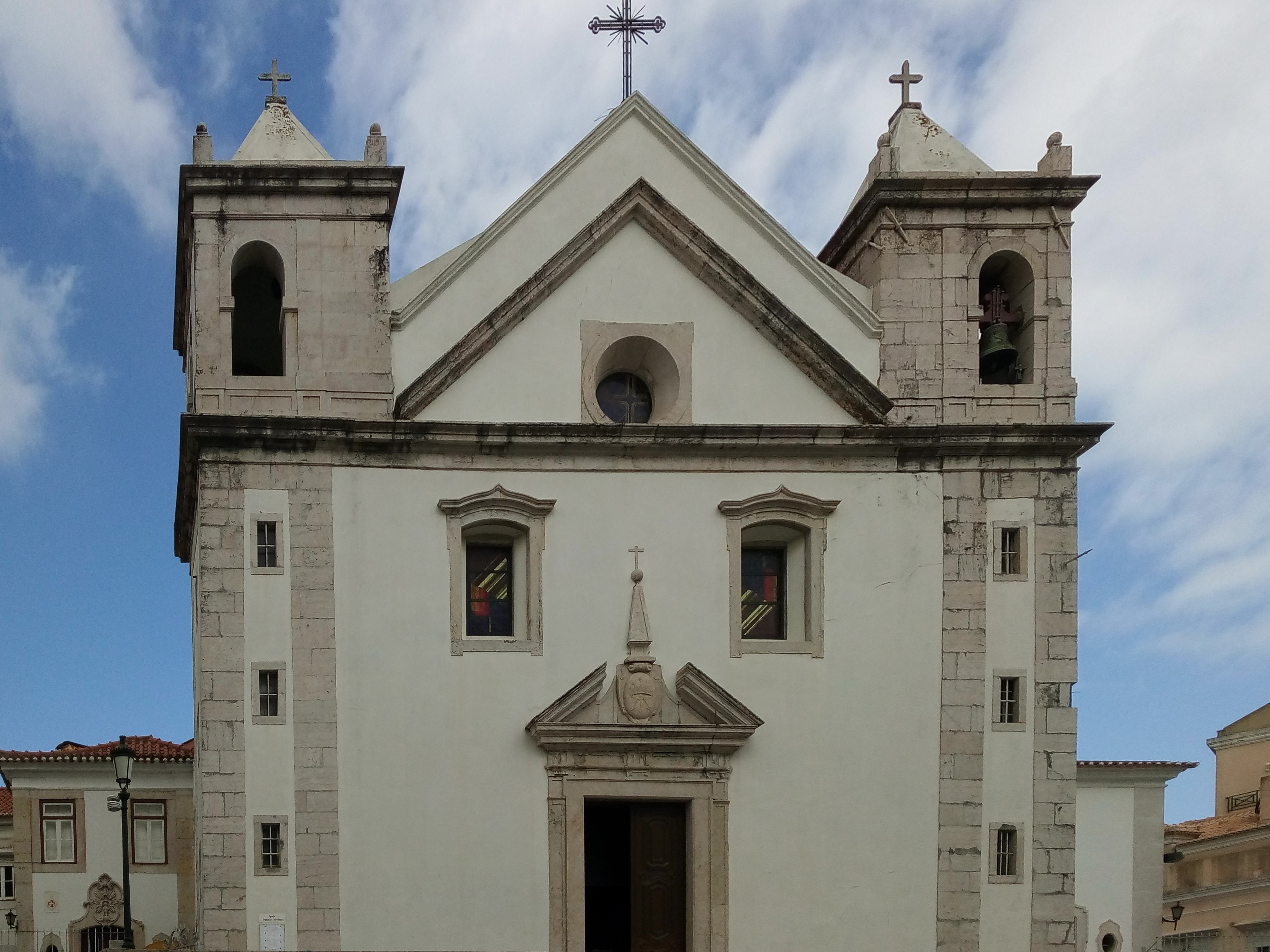
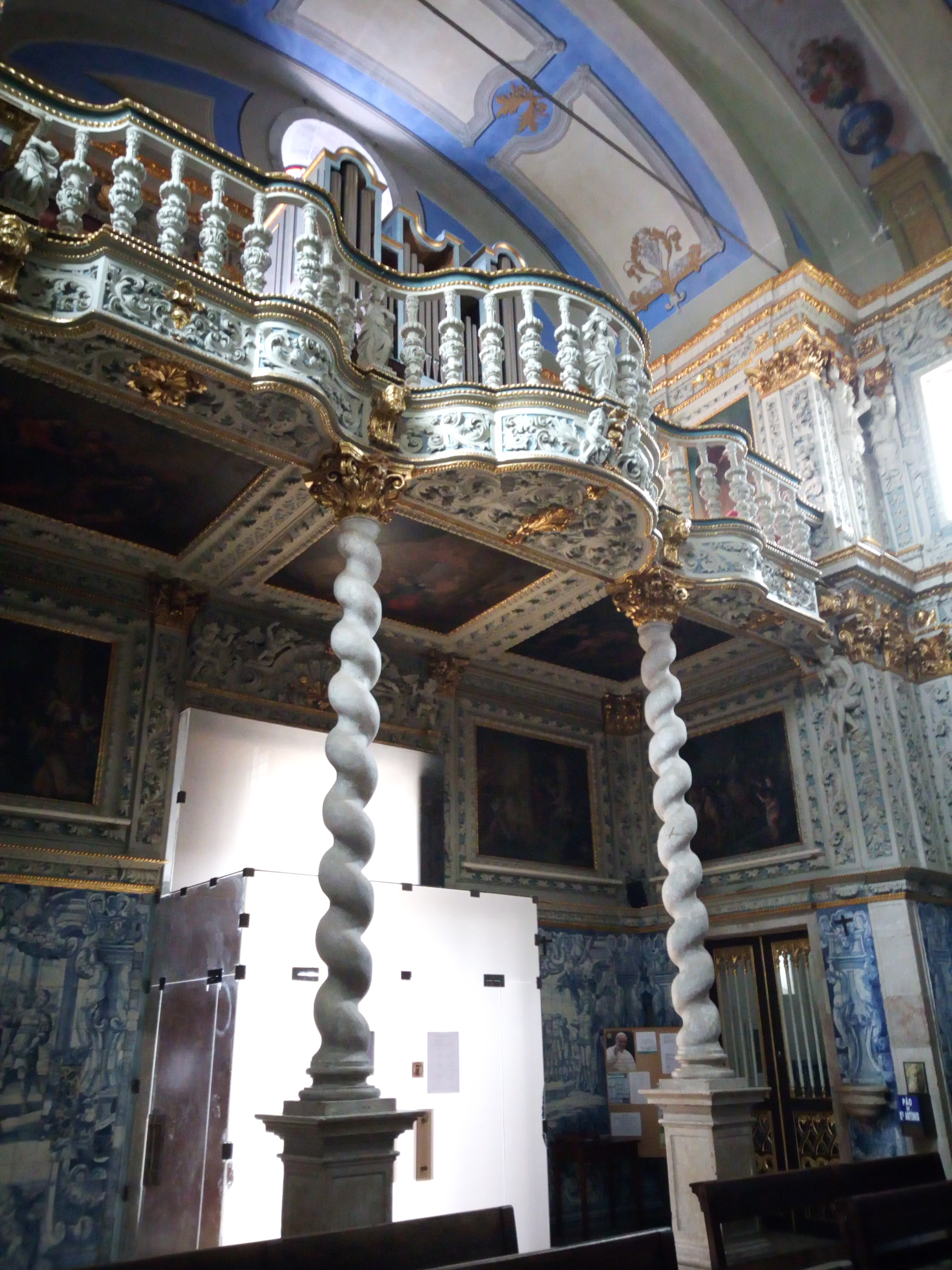
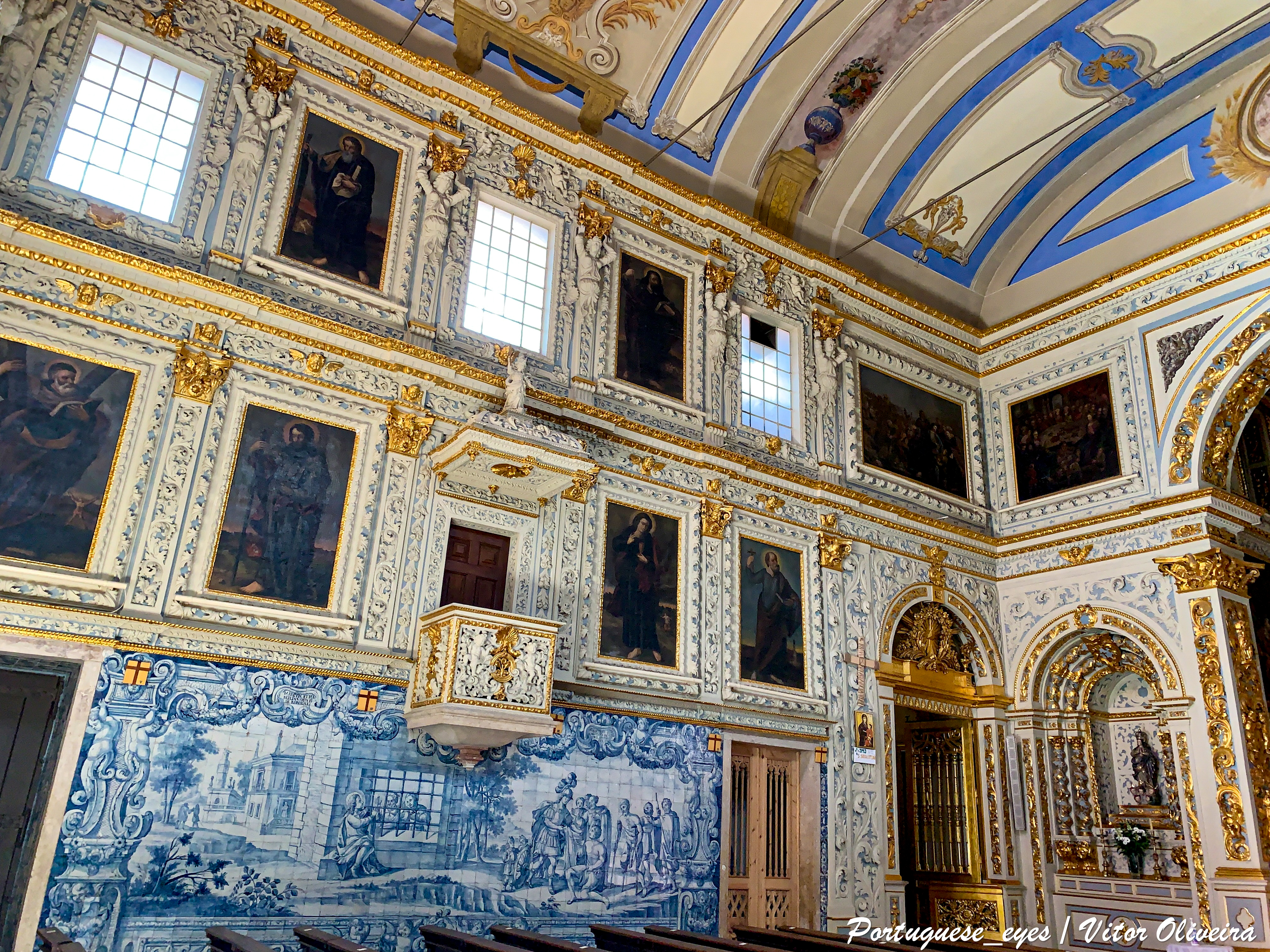
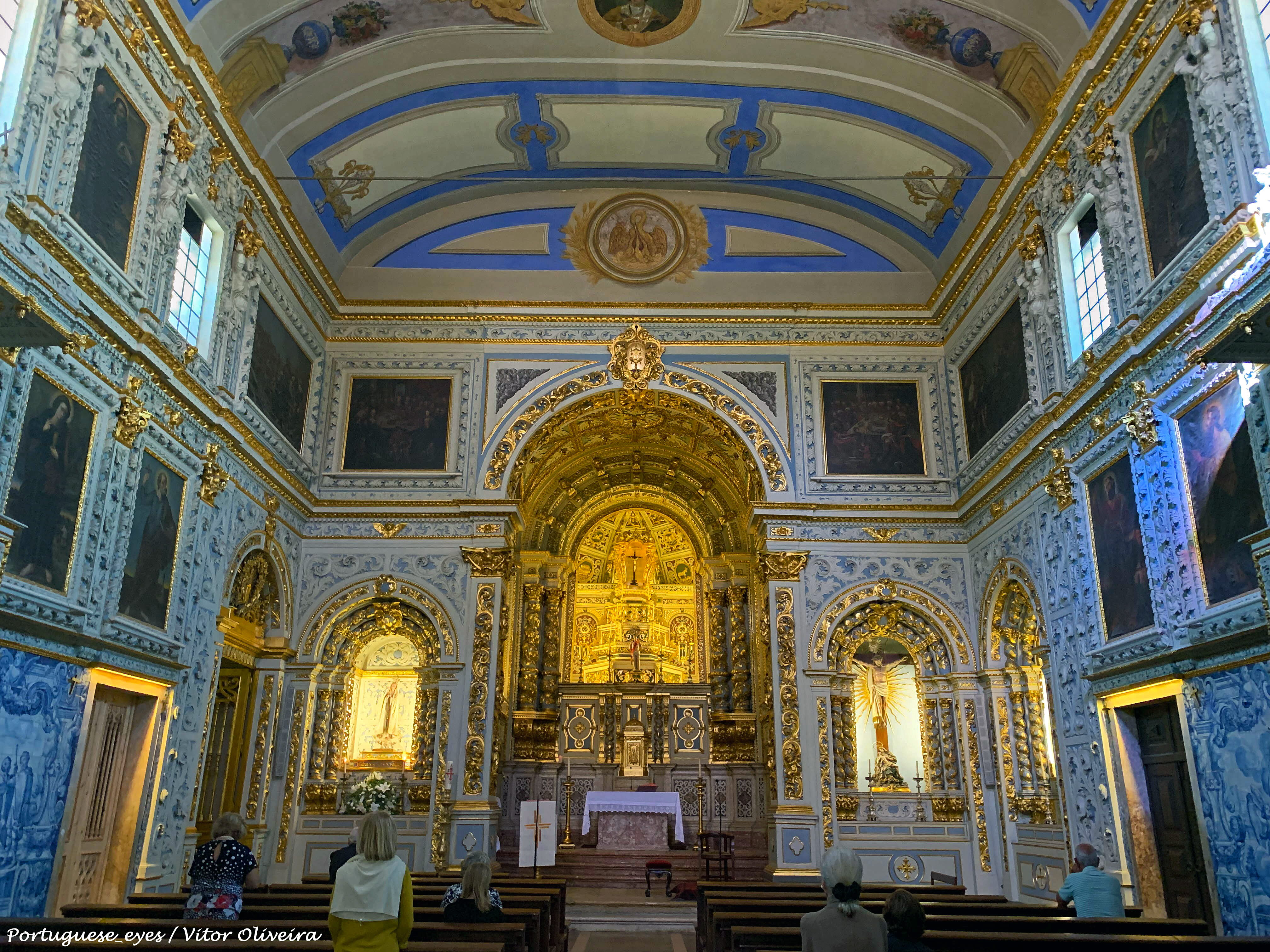
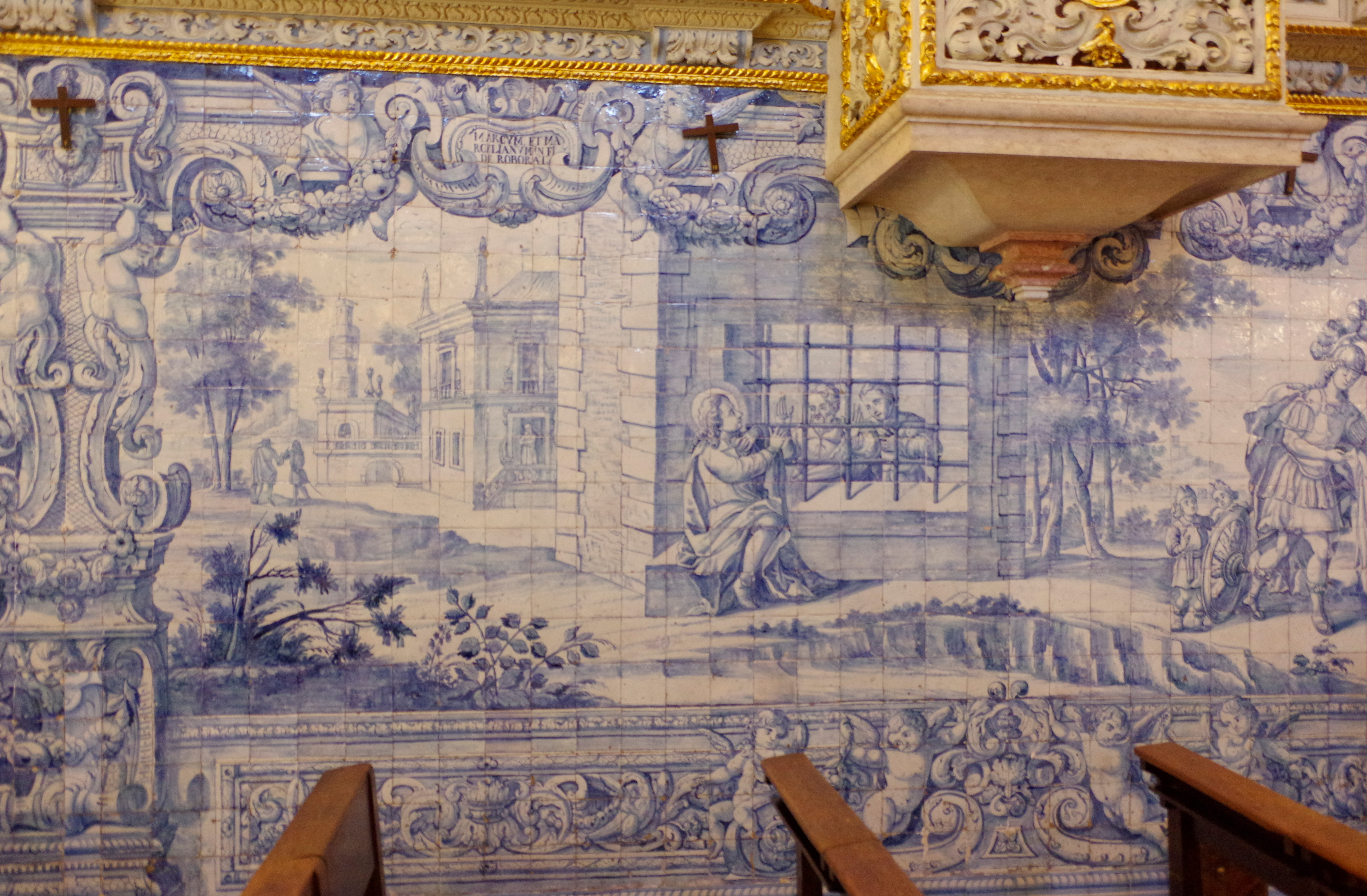